# Polygala globulifera
Polygala globulifera là một loài thực vật có hoa trong họ Polygalaceae. Loài này được Dunn miêu tả khoa học đầu tiên năm 1903.